# 619 (numero)
Seicentodiciannove (619) è il numero naturale dopo il 618 e prima del 620.

## Proprietà matematiche
- È un numero dispari.
- È un numero difettivo.
- È un numero primo.
- È un numero palindromo nel sistema di numerazione posizionale a base 9 (757).
- È un numero fortunato.
- È un numero malvagio.
- È parte della terna pitagorica (619, 191580, 191581).

## Astronomia
- 619 Triberga è un asteroide della fascia principale del sistema solare.
- NGC 619 è un galassia spirale della costellazione dello Scultore.

## Astronautica
- Cosmos 619 è un satellite artificiale russo.

## Altri ambiti
- 619 è il nome della mossa finale di Rey Mysterio: sta ad indicare il prefisso telefonico della sua città natale San Diego.